# Soulaures
Soulaures ist eine französische Gemeinde mit 70 Einwohnern (Stand 1. Januar 2022) im Département Dordogne in der Region Nouvelle-Aquitaine.

## Geografie
Die Gemeinde liegt im Süden des Périgord, etwa 30 km von Bergerac entfernt. 

## Bevölkerungsentwicklung
| Jahr      | 1962 | 1968 | 1975 | 1982 | 1990 | 1999 | 2006 | 2016 |
| Einwohner | 88   | 85   | 80   | 76   | 72   | 77   | 90   | 91   |

## Sehenswürdigkeiten
- Die Kirche Saint-Martial aus dem 12. Jahrhundert